# Aptesis hannibal
Aptesis hannibal là một loài tò vò trong họ Ichneumonidae.